# 慈光寺 (五泉市)
慈光寺（じこうじ）は、新潟県五泉市にある曹洞宗の寺院。

## 歴史
創建年代は不明である。当初は天台宗か真言宗の寺院であったと伝えられている。1403年（応永10年）に神戸城の城主神戸最重は耕雲寺の傑堂能勝を招聘し寺を再建した。その際に曹洞宗に転宗した。
江戸時代は、村上藩の藩主堀直寄の帰依を受け、その後も直寄の子孫である村松藩の歴代藩主の庇護のもと、大いに寺運興隆した。
耕雲寺 (村上市)、雲洞庵 (南魚沼市)、種月寺 (新潟市)とともに「越後曹洞宗四箇道場」の一つである。
参道の両側には、樹齢300年以上の杉並木があり、新潟県の天然記念物に指定されている。

## 文化財

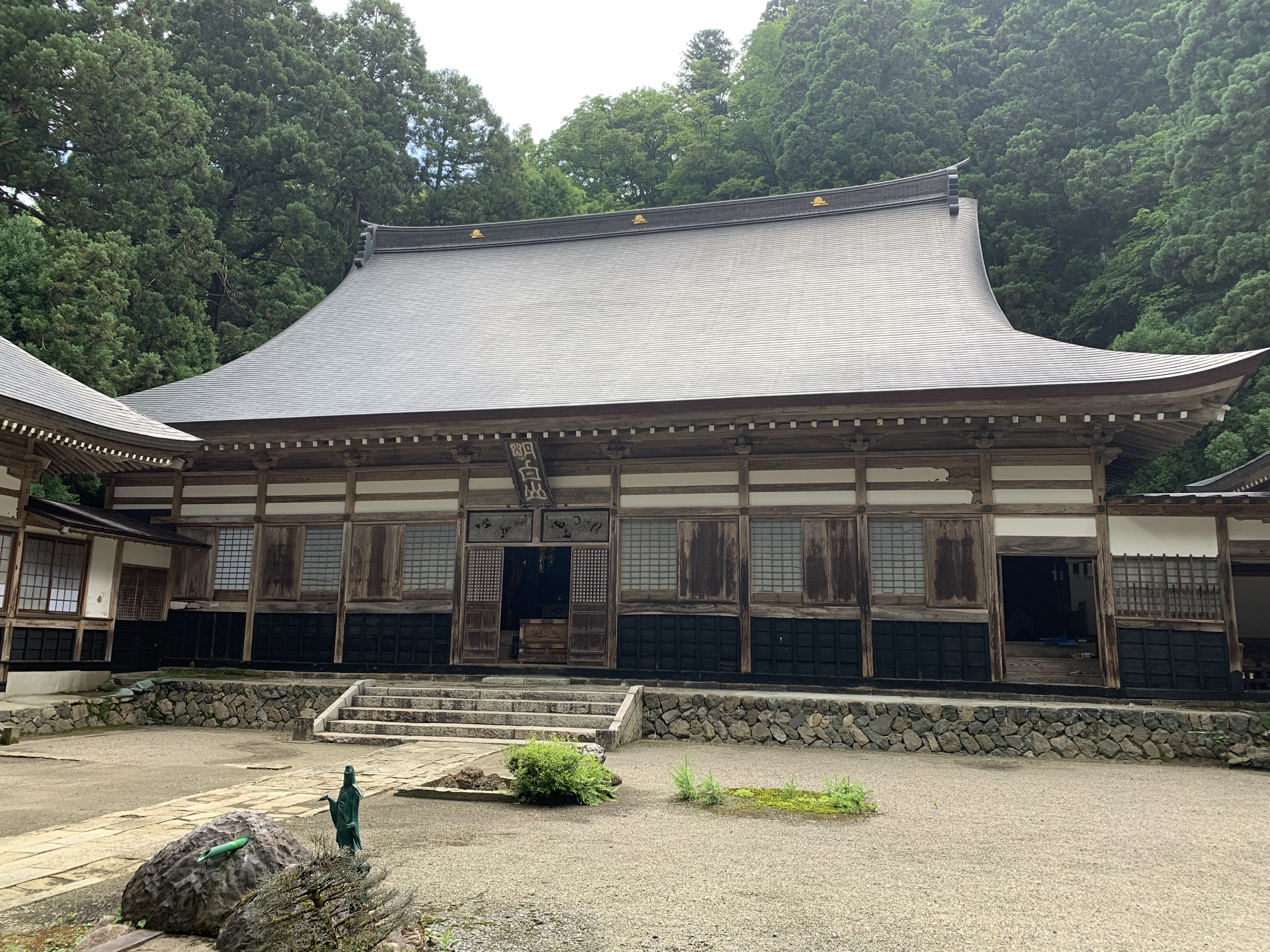
本堂

- 慈光寺本堂（登録有形文化財 平成24年2月23日登録）[3]
- 慈光寺禅堂及び衆寮（登録有形文化財 平成24年2月23日登録）[4]
- 慈光寺庫裏（登録有形文化財 平成24年2月23日登録）[5]
- 慈光寺山門（登録有形文化財 平成24年2月23日登録）[6]
- 慈光寺回廊（登録有形文化財 平成24年2月23日登録）[7]
- 慈光寺経蔵（登録有形文化財 平成24年2月23日登録）[8]
- 慈光寺虚空蔵堂（登録有形文化財 平成24年2月23日登録）[9]

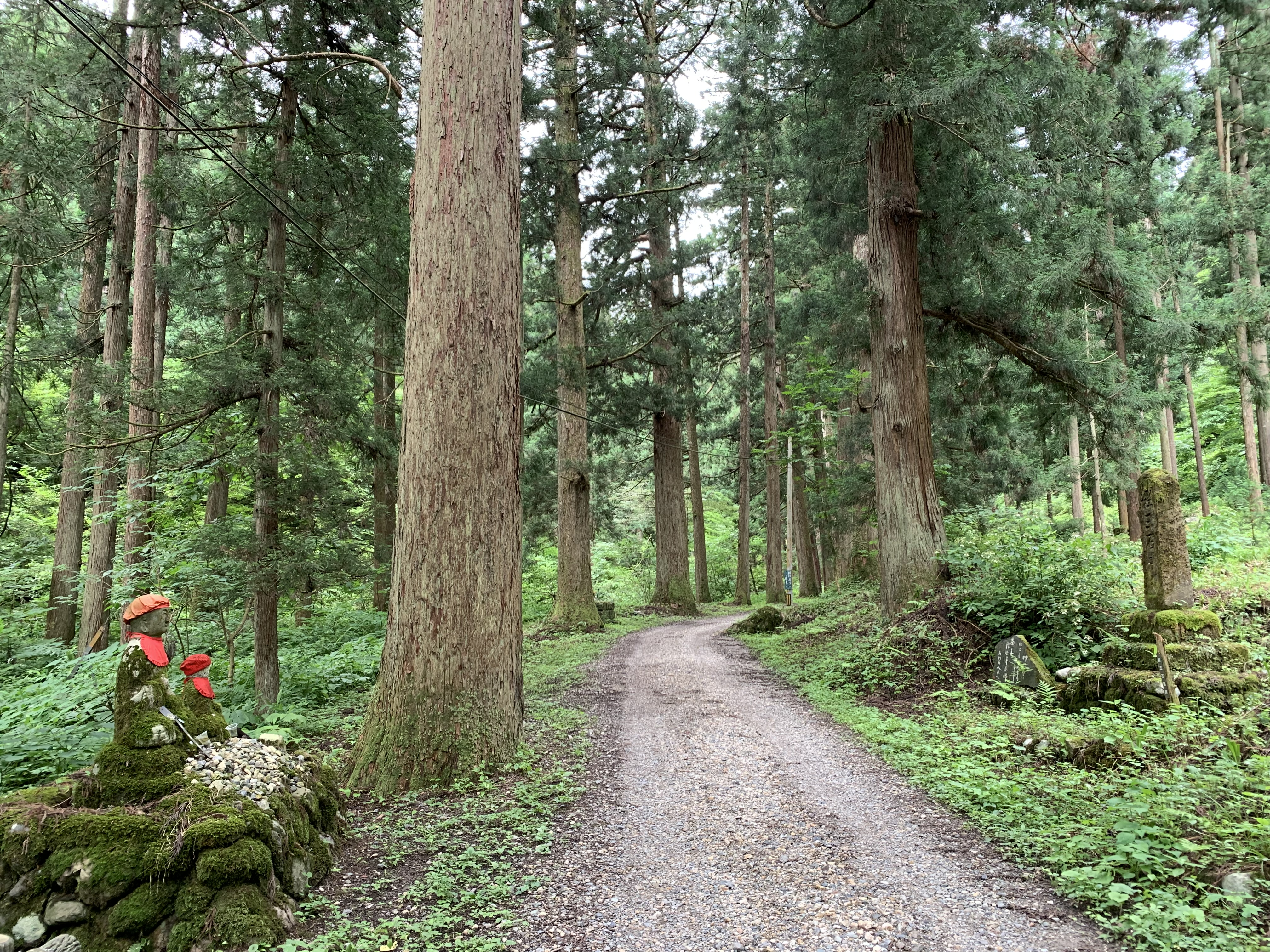
慈光寺のスギ並木

- 慈光寺のスギ並木（新潟県指定天然記念物 昭和50年3月29日指定）[10]

## 交通アクセス
- 五泉駅より車20分。